# Nouakchott Nord
Nouakchott-Nord (arabisch نواكشوط الشمالية, DMG Nawākšūṭ aš-Šamāliyya) ist eine Verwaltungsregion von Mauretanien. Sie besteht aus den drei nordwestlichen Departments der Hauptstadt Nouakchott: Dar-Naim, Teyarett und Toujouonine. Der Verwaltungssitz ist in Dar-Naim. Der 2016 durch den Flughafen Nouakchott-Oumtounsy ersetzte Internationale Flughafen Nouakchott lag im Gebiet der Stadtregion.
Nouakchott-Nord wurde am 25. November 2014 als Region errichtet, als die Region Nouakchott in drei neue Regionen aufgeteilt wurde. wālī beziehungsweise Gouverneur ist Mohamed Lemine Ould Mohamed Teyib Ould Adi. Hauptverkehrsadern sind die Nationalstraßen N1 und N3, die von hier aus nach Norden bzw. Osten ins Landesinnere führen. Die Stadtregion grenzt im Osten und Norden an die Region Trarza, im Westen an Nouakchott Ouest und im Süden an Nouakchott Sud.

## Bevölkerung
Die letzten Volkszählungen ergaben für die Region bzw. diesen Teil der Hauptstadt jeweils folgende Einwohnerzahlen:
| Jahr | Einwohner |
| ---- | --------- |
| 2000 | 163.504   |
| 2013 | 366.912   |
| 2023 | 614.465   |